# Anna Pankratowa
Anna Michajłowna Pankratowa (ros. А́нна Миха́йловна Панкра́това, ur. 4 lutego?/16 lutego 1897 w Odessie, zm. 25 maja 1957 Moskwie) – radziecka historyk i polityk.

## Życiorys
W 1917 ukończyła studia na Wydziale Historycznym Uniwersytetu Odeskiego (Noworosyjskiego), podczas wojny domowej w Rosji uczestniczyła w ruchu partyzanckim w guberni odeskiej, 1919 wstąpiła do RKP(b), później była funkcjonariuszką partyjną na Ukrainie i na Uralu. W 1925 ukończyła Instytut Czerwonej Profesury, w latach 1926–1930 wykładała w Akademii Wychowania Komunistycznego im. Krupskiej, Moskiewskim Instytucie Pedagogicznym im. Lenina, na Komunistycznym Uniwersytecie im. Jakowa Swierdłowa, w Akademii Wojskowo-Politycznej im. Tołmaczowa oraz na Uniwersytecie Moskiewskim, Uniwersytecie Saratowskim i Akademii Nauk Społecznych przy KC WKP(b). Była wychowanką Michaiła Pokrowskiego, w latach 30. XX w jako jedna z nielicznych uniknęła represji w czasie rozprawy Stalina z tzw. „pokrowszczyzną”, później brała udział w tzw. odbudowie nauk historycznych, w latach 1938–1947 była starszym pracownikiem naukowym i zastępcą dyrektora Instytutu Historii Akademii Nauk ZSRR.
Była redaktorem podręcznika historii dla wszystkich klas szkoły średniej, wielokrotnie wznawianego po śmierci Stalina, a także (1953–1957) redaktorem naczelnym miesięcznika „Woprosy istorii”. Od 28 stycznia 1939 członek korespondent Akademii Nauk ZSRR, od 23 października 1953 akademik Akademii Nauk ZSRR. Członek korespondent Niemieckiej Akademii Nauk i Rumuńskiej Akademii Nauk, honorowy członek Węgierskiej Akademii Nauk. Badała dzieje historii rosyjskiego ruchu robotniczego i dyplomacji ZSRR. Główna jej praca to Pietierburgskij „Sojuz bor’by za oswobożdienije raboczego kłassa” (1940).
Od 14 października 1952 do końca życia członek KC KPZR. Od 1955 do śmierci przewodnicząca Narodowego Komitetu Historyków ZSRR. Deputowana do Rady Najwyższej ZSRR, 1954–1957 członek Prezydium tej rady.
Została pochowana na moskiewskim Cmentarzu Nowodziewiczym.

## Odznaczenia
- Order Lenina (1953)
- Order Czerwonego Sztandaru Pracy (dwukrotnie – 1945 i 1957)
- Nagroda Stalinowska (1946)

oraz medale.